# Белкъс (вилает Балъкесир)
Белкъс (на турски: Belkıs) е село в околия Ердек, вилает Балъкесир, Турция. Разположено на 10 – 20 метра надморска височина. Населението му през 2010 г. е 267 души, основно българи – мюсюлмани (помаци), преселили се през от село 1924 г. от района на град Кавала, днешна Гърция.